# سلامة بن روح
سلامة بن روح بن خالد بن عقيل بن خالد القرشي الأموي وقيل أبو روح الأيلي، هو ابن أخي عقيل بن خالد مولى عثمان بن عفان، أحد رواة الحديث النبوي.
روى عنه أحمد بن صالح المصري، وأبو الطاهر أحمد بن عمرو بن السرح المصري، وإسحاق بن إسماعيل بن عبد الأعلى الأيلي، وأبو عثمان عمرو بن حماد العبدي اللؤلئي البصري، ومحمد بن سلام ايلي، وقريبه محمد بن عزيز الأيلي، ويونس بن عبد الأعلى الصدفي.
قال أحمد بن صالح: «سألت عنبسة بن خالد بن يزيد ابن أخي يونس بن يزيد عن سلامة، فقال لم يكن له من السن ما يسمع من عقيل.. قال وسألت بأيلة عن سلامة فأخبرني رجل من ثقاتهم أنه لم يسمع من عقيل وحديثه عن كتب عقيل.. وقال قدمت أيلة فلقيت سلامة بن روح فسمعته يحدث عن عقيل عن الزهري عن عبيد الله عن ابن عباس حديث الشقيقة حتى انتهى إلى قوله: ولا للذي بايع فقال بعرة أن يفتلا، قال أحمد بن صالح فقلت له إنما هو ثغرة أن يقتلا، قال لا هو كما قلت لك، قال أحمد فقلت له ما معنى بعرة أن يفتلا، قال البعرة تفتلها بيدك فتنتثر». قال عبد الرحمن بن أبي حاتم عن محمد بن مسلم بن وارة: «قال لي إسحاق بن إسماعيل  يعني الأيلي ما سمعت سلامة قال قط: حدثنا عقيل إنما كان يقول  قال عقيل، فقلت ما حال سلامة، قال الكتب التي تروى عن عقيل صحاح». سُأل أبو زرعة الرازي عن سلامة بن روح فقال: «ايلي ضعيف منكر الحديث، قلت يكتب حديثه، قال: نعم، يكتب على الاعتبار روى حديث أنس عن النبي صلى الله عليه وسلم أكثر أهل الجنة البله». ذكره ابن حبان في كتاب الثقات وقال مستقيم الحديث. استشهد به البخاري، وروى له النسائي ومحمد بن ماجه.

## وفاته
قال محمد بن عبد الله الحضرمي: مات في شعبان سنة 197 هـ.